# Чолдавар
Чолдавар (каз. Шалдабар) — станция в Меркенском районе Жамбылской области Казахстана. Входит в состав сельского округа Андас батыра. Находится примерно в 24 км к востоку от районного центра, села Мерке. Код КАТО — 315441500.

## Население
В 1999 году население станции составляло 542 человека (272 мужчины и 270 женщин). По данным переписи 2009 года, в населённом пункте проживали 442 человека (208 мужчин и 234 женщины).